# 工藤裕子 (公共政策学者)
工藤 裕子（くどう ひろこ）は、日本の政治学者。中央大学法学部教授。

## 略歴・人物
東京都立西高等学校を経て、早稲田大学卒業。イタリア共和国ヴェネツィア大学で、公共政策学Ph.D. 取得。早稲田大学教育学部助教授を経て、2005年から現職。2008年から東京大学公共政策大学院兼任講師。

## 著書

### 共著
- 『CIO学-IT経営戦略の未来』（須藤修・小尾敏夫・後藤玲子と共著、東京大学出版会、2007年）
- 『新たなローカルガバナンスを求めて-多角的アプローチからの試み』（細野助博編）、中央大学出版部、2013年）